# Шабельская-Борк, Елизавета Александровна
Елизаве́та Алекса́ндровна Шабе́льская-Борк (1855—1917) — русская писательница, актриса и антрепренёрша.

## Биография
Из дворянской семьи Харьковской губернии, длительное время жила в Германии.
Выступала как актриса ( опереточная, кафешантанная, драматическая, почти двадцать лет на сценах России, Франции и Германии), как драматург, как журналистка (немецкая — постоянная сотрудница берлинского еженедельника «Die Zukunft», и русская — до 1896 года собственный корреспондент в Германии суворинского «Нового времени», в 1897—1900 годах — издательница петербургской ежедневной газеты «Народ»). Организованная Шабельской театральная антреприза (в помещении театра-сада Неметти на Офицерской улице) за два года (1900—1902) прогорела, а сама Шабельская влезла в долги.
В жизни Шабельская успешно выступала в амплуа «роковой красавицы». Список её знаменитых любовников и поклонников включал режиссёров, писателей, государственных мужей, миллионеров. В Германии наиболее прочной привязанностью Шабельской был журналист Максимилиан Гарден, создатель журнала «Die Zukunft». В России в списке её поклонников были  миллионер С. Т. Морозов, министр госконтроля Т. И. Филиппов и товарищ министра финансов В. И. Ковалевский.
В 1902 году Шабельская была обвинена товарищем министра финансов В. И. Ковалевским в подлоге векселей на его имя (в общей сумме на 120 тысяч рублей). Поддельность векселей была подтверждена каллиграфической экспертизой в 1903. Однако Шабельская настояла на передаче дела из коммерческого суда в уголовный. Защиту Шабельской вёл присяжный поверенный С. П. Марголин.
Находясь под следствием, Шабельская вступила в сотрудничество с полицейским ведомством. Вышла замуж за А. Н. Борка, служившего в медицинском департаменте Министерства внутренних дел, одновременно активно участвовавшего в создании черносотенной монархической организации — «Союза русского народа», после чего взяла фамилию Шабельская-Борк.
23 ноября 1905 года была Е. А. Шабельская объявлена по суду оправданной. Гражданский иск, предъявленный в сумме 120 000 рублей тайным советником Ковалевским, оставлен без рассмотрения. Впоследствии Шабельская выпустила роман «Векселя антрепренёрши», основанный на материалах этого дела.
После революции 1905 года стала идейной монархисткой, поддерживала массовое монархическое («черносотенное») движение, около семи лет публиковалась в «Русском Знамени», газете Главного Совета Союза Русского Народа (СРН), тесно сотрудничая с А. Н. Дубровиным.
1913 — в конце года ушла из газеты из-за личного конфликта с Е. А. Полубояриновой.
Определенную литературную известность приобрела в возрасте 30 лет, широко же её имя узнали после издания романа «Сатанисты XX века» (1913, переизд. 1934, 2000, 2004, 2011).
Е. А. Шабельская скончалась 15 августа 1917 года, в 10 часов утра в имении Сусть-Заречье Новгородской губернии, после продолжительной болезни. Около апреля 1922 года А. В. Амфитеатров написал о ней воспоминания, похожие скорее на некролог.
Взявший псевдоним в честь Е. А. Шабельской-Борк офицер Пётр Николаевич Шабельский-Борк (настоящая фамилия Попов, псевдоним — Старый Кирибей), в марте 1922 участвовал в покушении на П. Н. Милюкова, в результате которого погиб В. Д. Набоков, отец известного писателя Владимира Владимировича Набокова. Попов утверждал, что был крёстным сыном Е. А. Шабельской-Борк, хотя фактически познакомился с ней только в 1916 г.

## Книги
- роман Векселя антрепренёрши. СПб.: Тип. В. А. Тиханова, 1907.
- роман «Сатанисты XX века» — М.: ООО «ФЭРИ-В», 2000. ISBN 5-94138-005-4; М.: ООО «ФЭРИ-В», 2004. ISBN 5-94138-019-4; М.: Алгоритм, 2011. ISBN 978-5-9265-0753-6.
- роман «Красные и Черные». 3 части. СПб.: Изд. газеты «Русское знамя», 1911—1913.